# Diecezja Sør-Hålogaland
Diecezja Sør-Hålogaland (nor. Sør-Hålogaland bispedømme) – luterańska diecezja w Kościele Norwegii. Diecezja obejmuje Kościół Norwegii znajdujący się w okręgu Nordland. Biskupem diecezjalnym od 2007 roku jest Tor Berger Jørgensen, a swoją sziedzibę ma w katedrze w Bodø.

## Historia
W 1952 diecezja Hålogaland (która obejmowała północną Norwegię) podzieliła się na dwie: Sør-Hålogaland (Norland) oraz na Nord-Hålogaland (Troms, Finnmark, Svalbard).

## Biskupi
- Wollert Krohn-Hansen (1952–1959)
- Hans Edvard Wisløff (1959–1969)
- Bjarne Odd Weider (1969–1982)
- Fredrik Grønningsæter (1982–1992)
- Øystein Ingar Larsen (1992–2006)
- Tor Berger Jørgensen (2007–2015)

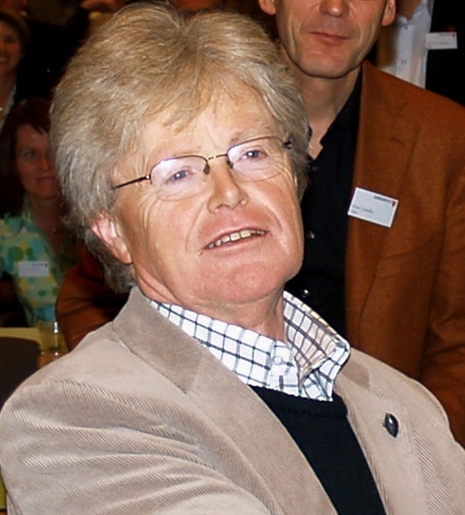
Biskup Tor Berger Jørgensen

- Ann-Helen Fjeldstad Jusnes (2015–2023)
- Svein Valle (od 2023)

## Katedra
Stary kościół został zbombardowany podczas II wojny światowej. W 1946 odbył się konkurs architektoniczny konkurs na budowę nowego kościoła w Bodø. Architekci Gudolf Blakstad i Herman Munthe-Kaas wygrali ten konkurs. Kamień węgielny został położony w 1954 i nowy kościół został poświęcony przez biskupa Wollerta Krohna-Hansena w 1956. Do czasu kiedy został ukończony, stał się nową katedrą dla nowej diecezji Sør-Hålogaland.

## Struktura
Diecezja Sør-Hålogaland dzieli się na 8 dekanatów (nor. prosti). Każdy dekanat dzieli się na wiele miejscowości. Każda miejscowość posiada jedną lub kilka parafii.
| Dekanat (prosti)                              | Miejscowości                                                      | Mapa diecezjalna |
| --------------------------------------------- | ----------------------------------------------------------------- | ---------------- |
| Bodø domprosti (Mapa: niższy niebieski)       | Bodø, Gildeskål, Meløy, Røst, Værøy                               |                  |
| Lofoten prosti (Mapa: wyższy zielony)         | Flakstad, Moskenes, Vestvågøy, Vågan                              |                  |
| Vesterålen prosti (Mapa: wyższy niebieski)    | Andøy, Bø, Hadsel, Sortland, Øksnes                               |                  |
| Ofoten prosti (Mapa: czerwony)                | Ballangen, Evenes, Hamarøy, Lødingen, Narwik, Tjeldsund, Tysfjord |                  |
| Salten prosti (Mapa: wyższy żółty)            | Beiarn, Fauske, Saltdal, Steigen, Sørfold                         |                  |
| Nord-Helgeland prosti (Mapa: jasnoniebieski)  | Alstahaug, Dønna, Herøy, Leirfjord, Lurøy, Nesna, Rødøy, Træna    |                  |
| Indre Helgeland prosti (Mapa: niższy zielony) | Grane, Hattfjelldal, Hemnes, Rana, Vefsn                          |                  |
| Sør-Helgeland prosti (Mapa: niższy żółty)     | Bindal, Brønnøy, Sømna, Vega, Vevelstad                           |                  |